# Ulrike Sarvari
Ulrike Sarvari, po mężu Röcker (ur. 22 czerwca 1964 w Heidelbergu) – niemiecka lekkoatletka, sprinterka, wicemistrzyni Europy i dwukrotna halowa mistrzyni Europy, olimpijka. Reprezentowała Republikę Federalną Niemiec.

## Kariera sportowa
Odpadła w półfinale biegu na 100 metrów podczas mistrzostw Europy w 1986 w Stuttgarcie oraz w półfinale biegu na 60 metrów na halowych mistrzostwach Europy w 1987 w Liévin. Na mistrzostwach świata w 1987 w Rzymie zajęła 5. miejsce w sztafecie 4 × 100 metrów oraz odpadła w półfinałach biegu na 100 metrów i biegu na 200 metrów.
Zajęła 4. miejsce w biegu na 60 metrów na halowych mistrzostwach Europy w 1988 w Budapeszcie. Na igrzyskach olimpijskich w 1988 w Seulu zajęła 4. miejsce w sztafecie 4 × 100 metrów (która biegła w składzie: Sabine Richter, Sarvari, Andrea Thomas i Ute Thimm) oraz odpadła w półfinale biegu na 100 metrów. Zajęła 6. miejsce w biegu na 60 metrów na halowych mistrzostwach świata w 1989 w Budapeszcie. Zdobyła brązowy medal w sztafecie 4 × 100 metrów na uniwersjadzie w 1989 w Duisburgu.
Zdobyła dwa złote medale na halowych mistrzostwach Europy w 1990 w Glasgow: w biegu na 60 metrów (wyprzedzając Laurence Bily z Francji i Nelli Fiere z Holandii) oraz w biegu na 200 metrów (przed Rosjankami Natalją Kowtun i Galiną Malczuginą). Na mistrzostwach Europy w 1990 w Splicie zdobyła srebrny medal w 4 × 100 metrów (sztafeta RFN biegła w składzie: Gabi Lippe, Sarvari, Thomas i Silke-Beate Knoll) i zajęła 7. miejsce w finale biegu na 100 metrów.
Ulrike Sarvari była mistrzynią RFN (a od 1991 Niemiec) w biegu na 100 metrów w latach 1987–1990, mistrzynią w 1987 i wicemistrzynią w 1989 w biegu na 200 metrów i mistrzynią w sztafecie 4 × 100 metrów w latach 1986–1989 i 1992. W hali była mistrzynią w biegu na 60 metrów w 1987, 1988 i 1990 oraz brązową medalistką w 1986, 1989 i 1992 mistrzynią w biegu na 200 metrów w 1987 i 1990 oraz wicemistrzynią w 1989 oraz mistrzynią w biegu sztafetowym w latach 1986, 1987, 1989, 1990 i 1992.

## Rekordy życiowe
Rekordy życiowe Sarvari:
- bieg na 100 metrów – 11,16 s (24 września 1988, Seul)
- bieg na 200 metrów – 22,88 s (21 sierpnia 1987, Berlin)